# Incitatus
Incitātus war ein erfolgreiches Rennpferd aus dem Rennstall der „Grünen Zirkuspartei“ im Römischen Reich und Lieblingspferd des römischen Kaisers Caligula (37–41 n. Chr.).
Caligula war an Gladiatorenkämpfen und Wagenrennen sehr interessiert und verwendete große Summen seines Vermögens zu deren Finanzierung, was in der Kaiserzeit als populäre Maßnahme zur Beschwichtigung der hauptstädtischen Massen diente. Er ließ am Vortag von Rennen die Straßen zum Circus durch Soldaten absperren und ordnete Ruhe an, damit Incitatus nicht in seiner Konzentration gestört würde.
Der Kaiser soll sein Pferd mit einer Tränke aus Marmor, Zaumzeug aus Elfenbein, einem mit Purpur gefärbten Sattel und einem Halsband aus Edelsteinen und Perlen beschenkt haben. Des Weiteren soll Incitatus seinen eigenen Palast bewohnt haben, mit eigenem Gesinde und kostbaren Möbeln. Caligula soll Einladungen an die höchsten Würdenträger des Reichs oft im Namen von Incitatus ausgestellt haben; das Pferd benötigte daher geeignete Repräsentationsräume. Bei diesen kostspieligen Gelagen erhielt Incitatus angeblich goldfarbene Gerste als Futter und trank Wein aus goldenen Pokalen auf die Gesundheit des Kaisers. Der Kaiser soll bei Staatsakten eine gängige Schwurformel „auf das Wohlergehen und das Vermögen von Incitatus“ abgewandelt haben. Caligula war so angetan von den Verdiensten des Pferdes, dass er für das Jahr 42 n. Chr. geplant haben soll, Incitatus mit der Konsulwürde und ständigem Sitz im Senat zu bestallen.
Sueton und Cassius Dio schildern die Beziehung von Caligula und Incitatus in Zusammenhang mit den zahlreichen extravaganten Leidenschaften des Kaisers. Es lässt sich vermuten, dass sie als Quelle eine der vielen zeitgenössischen senatorischen Flugschriften heranzogen. Den Historiographen dient sie als Untermauerung der Vermutung, dass Caligula größenwahnsinnig und geisteskrank wurde (siehe auch Cäsarenwahnsinn).
Heute wird die Anekdote vielfach als kostspielige Arroganz und als Zynismus des Kaisers ausgelegt: Das Pferd pflegt die Rituale eines orientalischen Hofzeremoniells, das Caligula in dieser Form aus Rücksicht auf den Senat untersagt war. Es partizipiert als wertvollster Bewohner des Reiches am Kaiserkult (im 1. Jh. n. Chr. hauptsächlich die feierliche Beschwörung der Gesundheit des Kaisers). 
Mit der angeblich geplanten Bestallung des Pferdes zum Konsul beleidigte Caligula den Senat: Sie unterhöhlte demonstrativ das römische Verständnis von Kollegialität, das neben dem Kaiser im Konsulamt einen gleichberechtigten und unparteiischen Senator vorsah, was schon von Vorgängern missachtet wurde (z. B. Augustus und Agrippa). Sie disqualifizierte den Senat, da Caligula zum Ausdruck brachte, dass kein Senator an die Verdienste von Incitatus heranreichte. Sie führte dem Senat das wohl gesetzlich geregelte Recht des Kaisers auf Ämtervergabe vor Augen und spielte gleichzeitig mit der Auslegung geltenden Rechts, das einerseits ausdrücklich die Einflussnahme des Kaisers vorsah, andererseits nicht in gleicher Ausführlichkeit Pferde von der politischen Laufbahn ausschloss.